# Scenograf
En scenograf udarbejder idéer, koncepter og tegninger til kulisser, dekorationer, rekvisitter og kostumer og sørger for, at de bliver fremstillede på de nødvendige værksteder og systuer. Scenografer er med under produktionen af både skuespil, ballet, opera, revy, tv og film. Scenografer kaldtes tidligere for teatermaler.

## Anerkendte scenografer
- Adolphe Appia
- Anna Viebrock
- Carl Lund
- Christian Friedländer
- Claus Helbo
- Ezio Frigerio
- Giacomo Torelli
- Helge Refn
- Jørgen Espen-Hansen
- Kim Fridbjørg
- Søren Frandsen